# Microtus transcaspicus
Microtus transcaspicus és una espècie de talpó que es troba a l'Afganistan, l'Iran i el Turkmenistan.